# José Martín Elizondo
José Martín Elizondo (Getхo, España, 1922 – Toulouse, Francia, 17 de febrero de 2009) fue un dramaturgo, director teatral y profesor español que vivió desde 1947 exiliado en Francia. Creó el colectivo Amigos del teatro español, base del teatro independiente español para Europa, y dejó una obra dramática de cerca de cincuenta títulos, que condicionada por el exilio apenas ha tenido repercusión en la escena española.

## Biografía
Huérfano de madre al año y medio, su familia se trasladó a San Sebastián, donde la guerra civil española interrumpió sus estudios de bachillerato en el Colegio del Sagrado Corazón de Puente la Reina y fue evacuado a Francia, circunstancia por la que no volvería a ver a su padre, combatiente republicano, exiliado en México en 1939. Tras pasar un verano en el refugio de Ardèche fue devuelto por las autoridades francesas a la España nacional, donde unos familiares de Tolosa le acogieron finalmente. Se trasladó a Valencia para estudiar Filosofía y Letras, pero pasó a Francia de forma clandestina con la intención de embarcar hacia México en busca de su padre. Nunca llegaría a conseguirlo. Trabajando en oficios como «aprendiz de estibador, peón de albañil u obrero a destajo en una fábrica de maquinaria agrícola» comenzó su largo exilio en Francia. Mejoró su situación cuando consiguió un puesto de lector en un instituto de Auch (según unas fuentes) y dar clases en un instituto religioso de Lille (según otras); finalmente consiguió trabajo de profesor de español en la Escuela de Magisterio de Toulouse. De forma paralela, conoció en París a la élite del Gobierno Vasco en el exilio y, en un plano vocacional, «descubrió el mundo de la farándula» y afirmó su militancia anarquista.

### Con la A.T.E. (Amigos del teatro español)
Martín Elizondo fundó en 1959 la compañía Amigos del teatro español, como respuesta cultural en la lucha contra el franquismo. En ella actuaron, a partir de la década de los sesenta, tanto grupos españoles de la emigración como colectivos de estudiantes franceses, llegando a reunir cerca de cuarenta actores. Entre las piezas representadas pueden citarse clásicos como La vida es sueño de Calderón; Luces de bohemia y Martes de Carnaval de Valle Inclán; El labrador de más aire de Miguel Hernández, y piezas menos conocidas, como La estratosfera de Pedro Salinas, La pájara pinta de Rafael Alberti o Milagro de Lauro Olmo. Amigos del Teatro Español sirvió asimismo de puente en y para Europa a grupos del teatro independiente español, como Tábano, o los sevillanos Esperpento y La Cuadra, y a montajes como Castañuela 70 o Quejío (1972).
Además de su labor en los Amigos del Teatro, a partir de 1960 comenzó a dirigir el primitivo «Grenier de Toulouse», donde presentó montajes como El rey Lear, Volpone o La sombra de un francotirador.
 Activo hasta sus últimos años, en 2007 publicó Cómicos sin tierra. Martín Elizondo murió en su exilio de Toulouse en 2008.

## Ideología y dramaturgia
Su teatro, desde sus primeras entregas hacia 1959, siguió dos claras líneas temáticas, la sociopolítica y la existencial. Entre las primeras están, por ejemplo Numantina (1959), Durango (1961), Las hilanderas (1980), Antígona entre muros (1988) y Juana creó la noche (1997). En el plano existencial pueden anotarse Picasso, reino milenario (1986) o La ópera sorda (1990).

## Premios y reconocimientos
- Laureado por la Universidad del Teatro de las Naciones («Théâtre des Nations», París) en 1960.
- Premio Santiago Rusiñol del Festival de Sitges por su obra Memoria de los pozos, en 1979.
- Premio Claraboya de poesía en 1984 por su obra Lejano interior.
- Premio internacional del Teatro Romano de Mérida por su obra Antígona entre muros, en 1988 (que recibió al año siguiente el Premio El Público).

## Obras (selección bibliografía)
- Actos experimentales; que recoge tres piezas, Refranero y danza para tres ahorcados (1967), Los antropófagos (1969) y Chirrismo, signodrama para ser representado en un lugar vacío (1968). Madrid: Editorial Escelicer, 1971.

- Actos experimentales II; que recoge tres piezas, Movimiento andante, movimiento perpetuo (signodrama con dos Caballeros perfectos), Cabezas de chorlito y Parábola para robots. Madrid: Editorial Escelicer, 1973.

- Actos experimentales III; que recoge dos piezas, Pavana para una infanta difunta y Pinacoteca. Madrid: Editorial Escelicer, 1975.

- Cómicos sin tierra; que recoge tres piezas, Oraciones para un teatro, Cómicos sin tierra y El tótem rojo. La Coruña: Edición dos Castro, 2007 (edición Madeleine Poujol).[6]

- Teatro combatiente; que recoge nueve piezas, Personaje combatiente, Conversaciones con el diablo, Las hilanderas, El sitio de Zaragoza, Juana y los búhos, De verdugo a verdugo, El circo de Damasco, Wanted Picasso, Durango, vísperas de Guernica. Donostia-San Sebastián: Editorial Saturraran, 2009 (edición Madeleine Poujol y Mari Karmen Gil Fombellida). En la portada del libro se recoge una pintura del propio autor, El hacedor de sueños.[12]

Asimismo, fue autor de piezas como Aniversario (1961), La guarda del puente (1966), La garra y la dura escuela de los Perejones (1967); y El retablo de Maese Pedro y Voltios. De su teatro en francés pueden mencionarse Pour la Grèce (1970) y La faim.